# Amaranthus dubius
Amaranthus dubius là loài thực vật có hoa thuộc họ Dền. Loài này được Mart. ex Thell. mô tả khoa học đầu tiên năm 1912.